# Aiakas
Aiakas és un gènere de peixos de la família Zoarcidae en l'ordre dels Perciformes.

## Taxonomia
- Aiakas kreffti Gosztonyi, 1977
- Aiakas zinorum Anderson & Gosztonyi, 1991